# Laaber

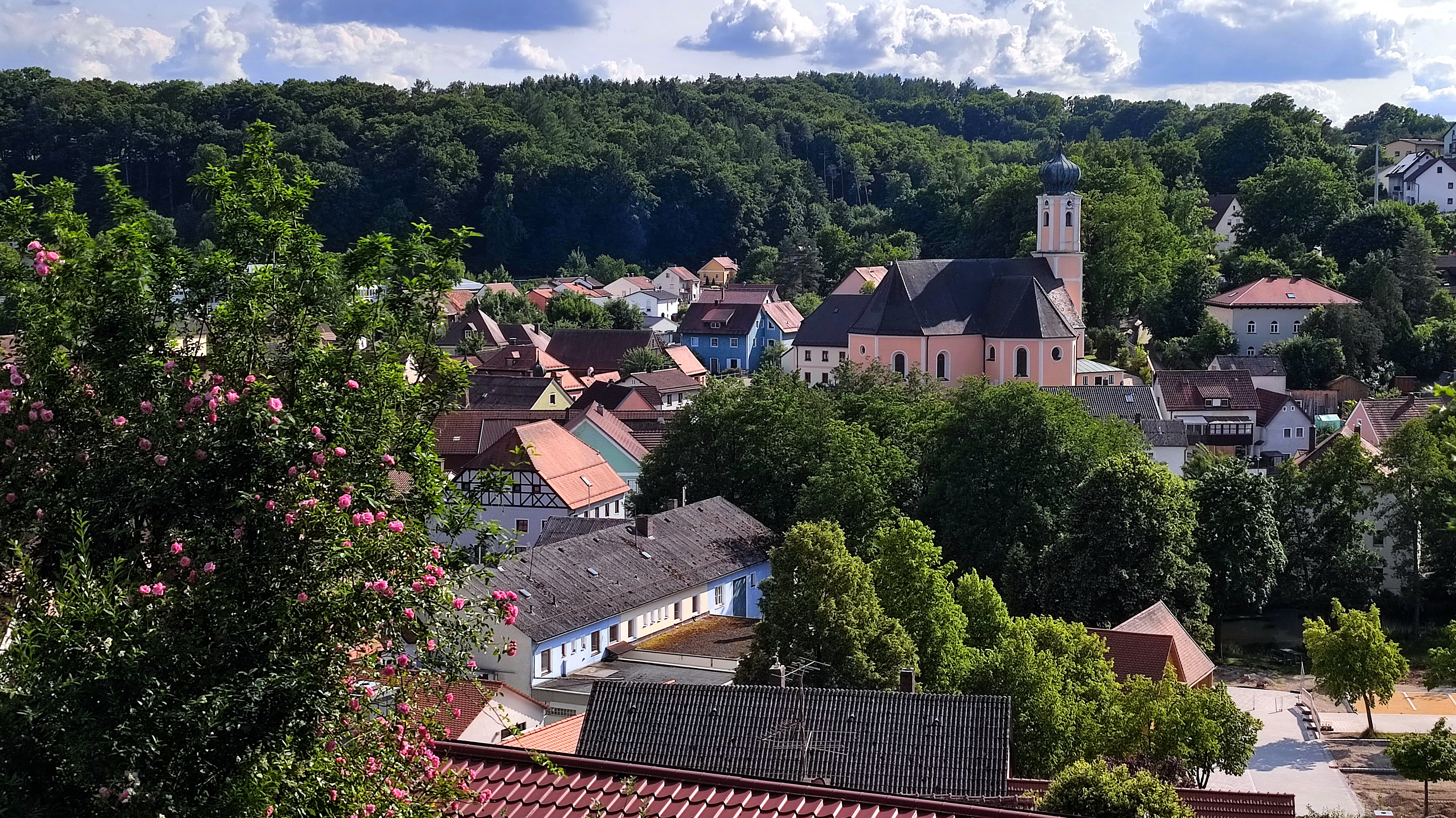
Ortsansicht von Laaber

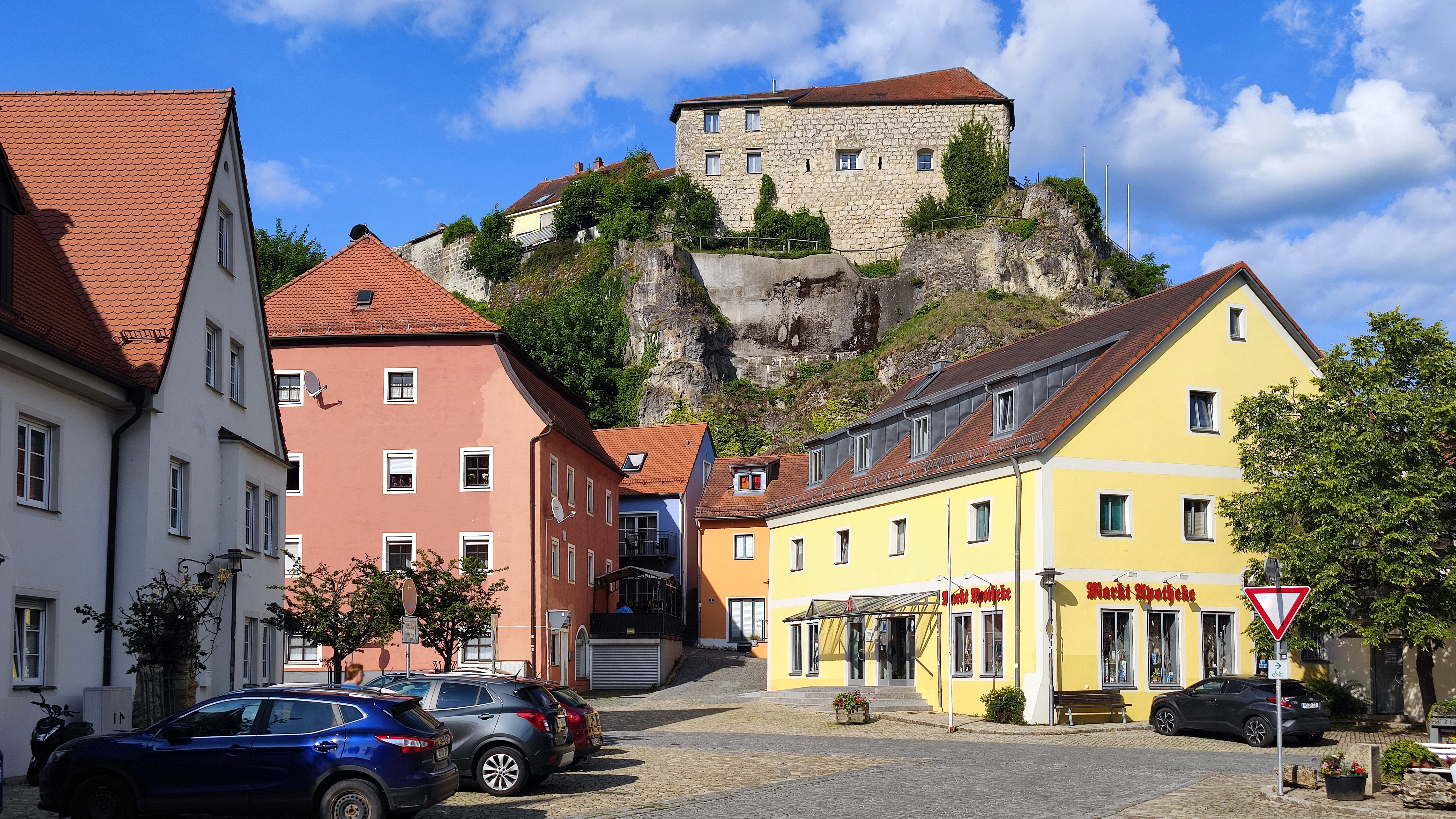
Blick vom Marktplatz zur Burgruine Laaber

Laaber ist ein Markt im Oberpfälzer Landkreis Regensburg in Bayern und Sitz der Verwaltungsgemeinschaft Laaber.
Der Ort hat bereits seit dem ausgehenden 14. Jahrhundert die Marktrechte und ist heute Standort von zahlreichen Gewerbebetrieben. Die Burgruine ist eine bekannte Landmarke im Labertal.

## Geographie

### Geographische Lage
Der Markt liegt westlich von Regensburg im Ostausläufer des Fränkischen Jura an der Schwarzen Laber.

### Nachbargemeinden
Die Nachbargemeinden (im Uhrzeigersinn) sind: Duggendorf, Brunn, Pielenhofen, Nittendorf, Deuerling, Hemau und Beratzhausen.
| Beratzhausen 7 km | Duggendorf 6 km                             | Brunn 4 km       |
|                   | Kompassrose, die auf Nachbargemeinden zeigt | Pielenhofen 6 km |
| Hemau 8 km        | Deuerling 4 km                              | Nittendorf 7 km  |

### Gemeindegliederung
Es gibt 33 Gemeindeteile (in Klammern sind der Siedlungstyp und die Einwohnerzahl, Stand 31. Dezember 2010, angegeben):
- Anger (Dorf, 99)
- Berghof (Einöde, 14)
- Bergstetten (Kirchdorf, 235)
- Edlhausen (Dorf, 239)
- Eisenhammer (Siedlung, 103)
- Endlfeld (Dorf, 63)
- Endorf (Kirchdorf, 204)
- Endorfmühle (Einöde, 0)
- Eselburg (Einöde, 6)
- Großetzenberg (Kirchdorf, 157)
- Hartlmühle (Weiler, 13)
- Hinterzhof (Dorf, 184)
- Högerlsee (Einöde, 3)
- Kleinetzenberg (Dorf, 91)
- Kronbügl (Dorf, 586)
- Kühberg (Einöde, 9)
- Laaber (Hauptort, 1709)
- Lindenhof (Einöde, 3)
- Münchsmühle (Einöde, 2)
- Papiermühle (Weiler, 25)
- Polzhausen (Dorf, 213)
- Reiserbügl (Einöde, 85)
- Ried (Dorf)
- Schafbruckmühle (Einöde, 4)
- Schaggenhofen (Dorf, 66)
- Schallerwöhr (Einöde, 0)
- Schernried (Weiler, 15)
- Schrammlhof (Einöde, 7)
- Türklmühle (Weiler, 6)
- Waldetzenberg (Siedlung, 984)
- Weißenkirchen (Dorf, 40)
- Windschnur (Dorf, 22)
- Ziegelhütte (Einöde, 5)

## Geschichte

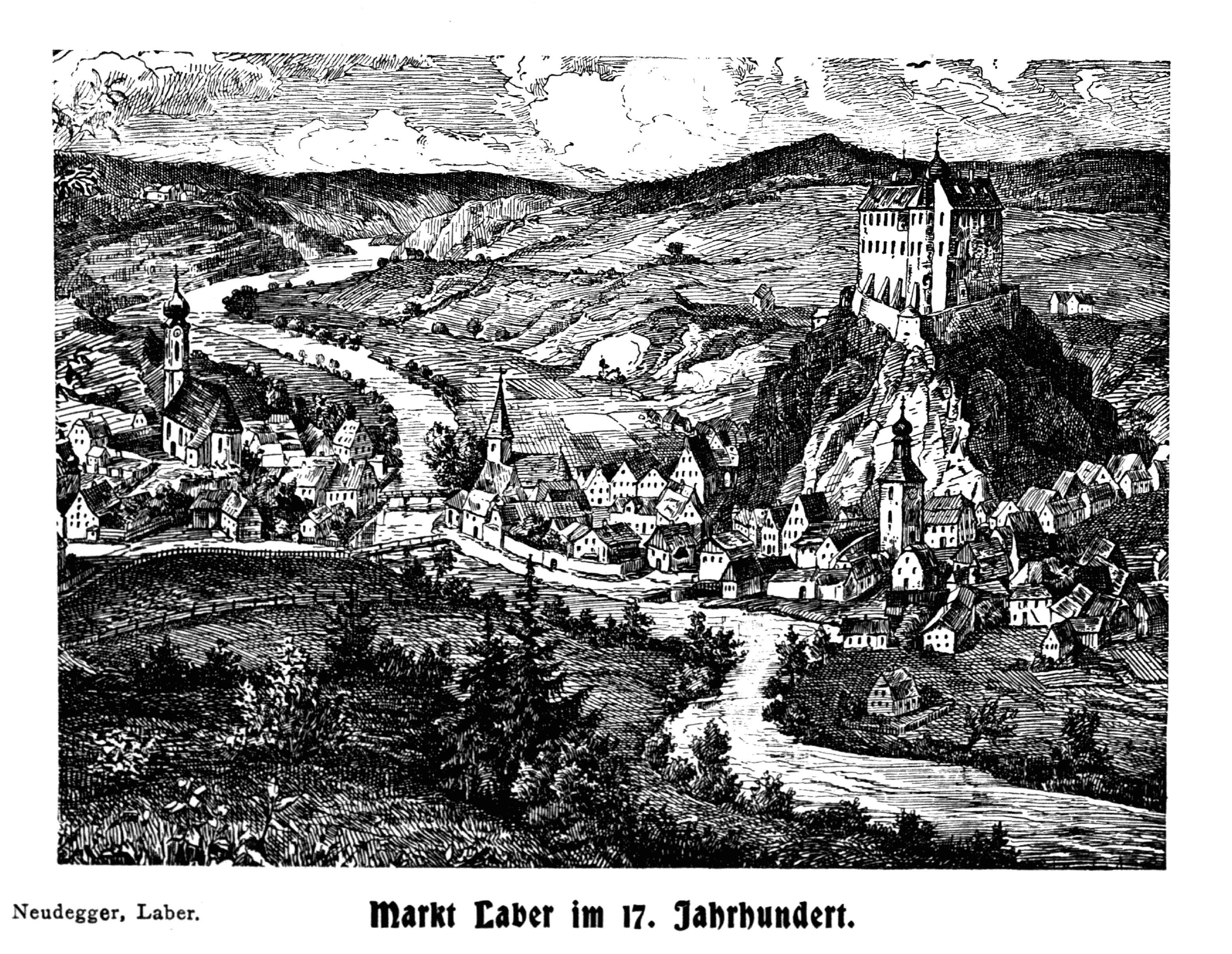
Markt Laber im 17. Jahrhundert

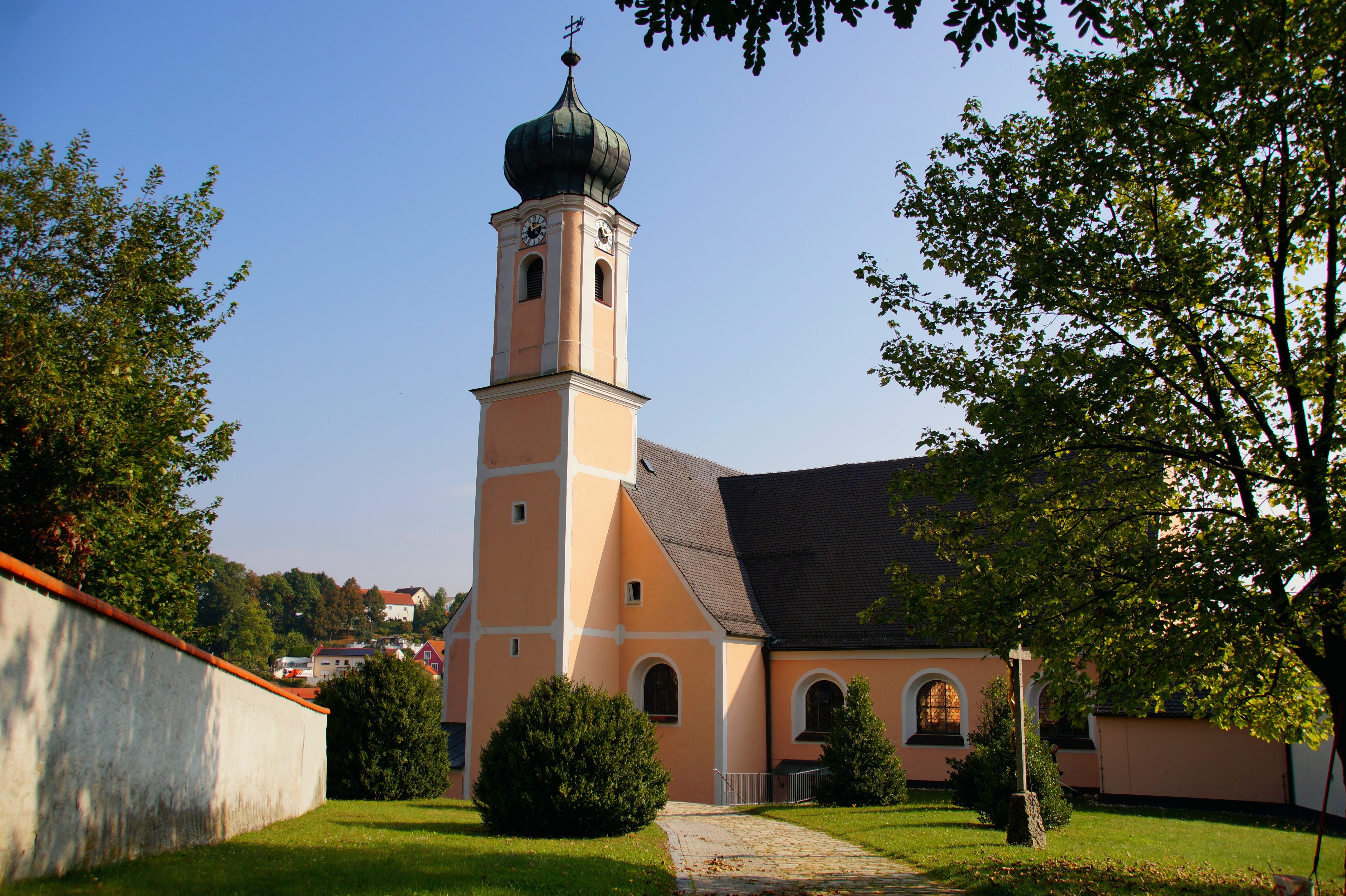
Pfarrkirche St. Jakobus

### Bis zur Gemeindegründung
Der Name des Ortes wurde zum ersten Mal um das Jahr 1040 als „Labere“ erwähnt. 1128 wurde er als „Labera“ bezeichnet, 1180 als „Labara“, 1186 als „Laber“ und 1712 schließlich als „Laaber“. Der Ursprung des Ortsnamens geht auf die Schwarze Laber zurück. Die Bezeichnung dieses Flusslauf rührt vom Begriff „labara“ her, was in der Sprache der mitteleuropäischen Kelten so viel wie „die Schwatzende, Rauschende“ bedeutete.
Die Geschichte des Marktes Laaber wurde Jahrhunderte hindurch durch die Geschicke und Persönlichkeiten des gleichnamigen Adelsgeschlechts bestimmt. Heute sind die alten Überreste der Burg Laaber und einiger Urkunden noch Zeugen dieses berühmten Adelsgeschlechts.
In Verbindung mit der Gründung des Klosters Reichenbach werden die Herren von Laaber im Jahre 1118 erstmals in einer Urkunde genannt. Zuvor nannten sie sich nach Brunn und stammen sehr wahrscheinlich in direkter Linie vom Regensburger Burggrafen Babo ab. Somit sind sie mit den Riedenburgern verwandt. Mit den benachbarten Abensbergern sind sie seit Mitte des 12. Jahrhunderts mehrfach verschwägert.
Ihre Beteiligung am öffentlichen Leben in Reich und Land im 11., 12. und 13. Jahrhundert war bedeutend und ist in Urkunden und Archiven seit dem Jahre 1181 ununterbrochen belegt. In der Zeit von 1334 bis 1337 war beispielsweise ein Hadmar von Laaber der Bürgermeister von Regensburg, im Jahr 1366 amtierte Ulrich von Laaber als Bürgermeister von Nürnberg. Hadmar IV., dessen Grabstein in der Pfarrkirche zu Laaber niedergelegt wurde, befand sich im Jahr 1374 in Berlin bei Kaiser Karl IV. und war einige Jahre später ebenfalls Bürgermeister von Regensburg.
Auch auf dem Gebiet der Dichtkunst und des Minnegesangs hat sich das ritterliche Geschlecht derer von Laaber hervorgetan. Das wohl bekannteste Werk ist „Die Jagd“ von Minnesänger Hadmar III. Noch zu Anfang des 15. Jahrhunderts galt das Geschlecht derer von Laaber als sehr reich. Sie hatten in der ganzen Gegend von Nürnberg bis Regensburg Besitztümer. Doch mit dem Hinscheiden von Hadmar IV. im Jahre 1420, zu dessen Lebzeiten Laaber das Marktrecht verliehen worden war, begann der Umschwung, die Güterteilung, Verkauf und damit die Zertrümmerung des Besitztums.

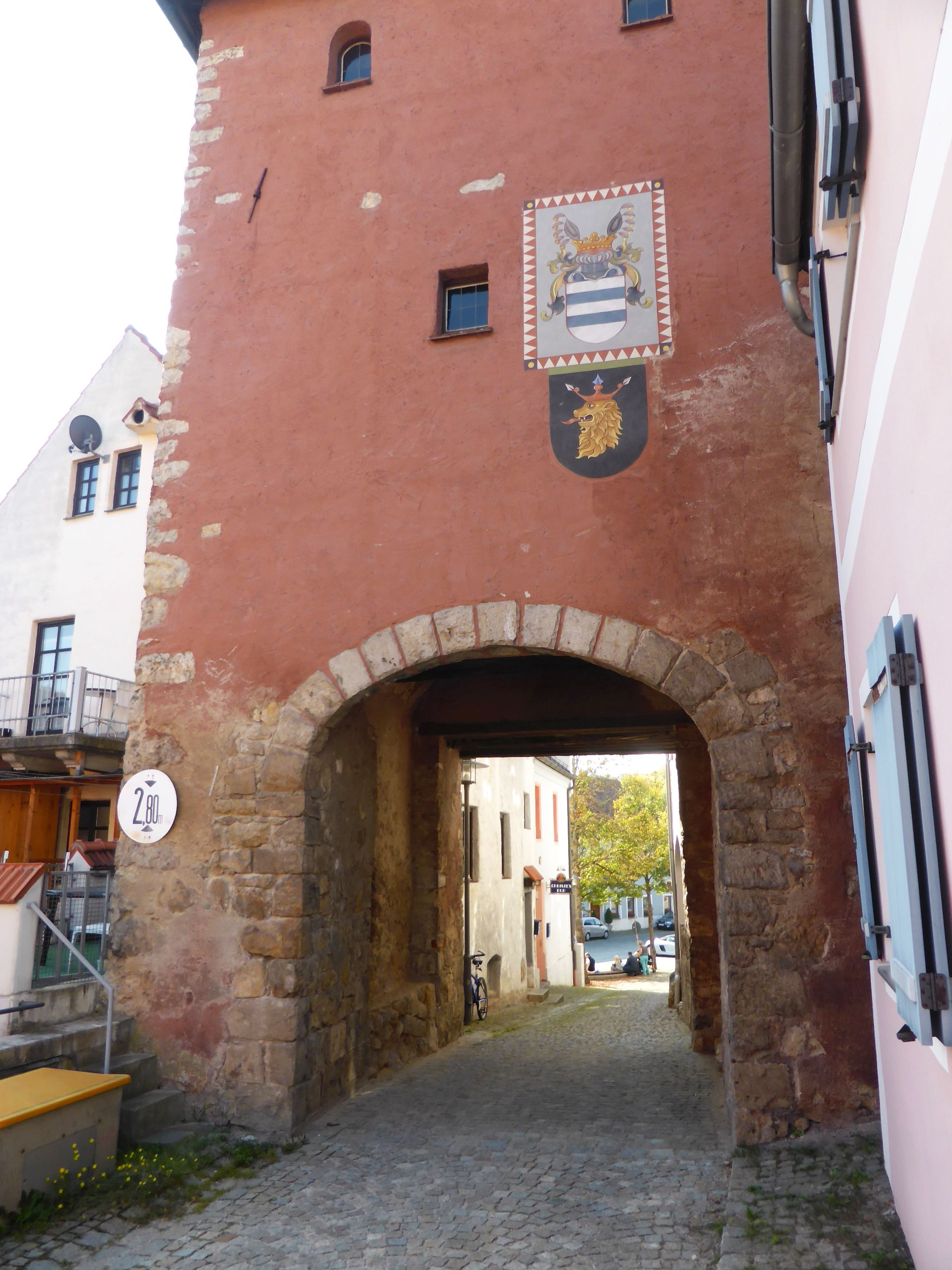
Torturm in Laaber

Bis zum Jahr 1465 verblieb es noch in den Händen der Nachkommen, doch als dann zehn Jahre später der letzte aus dem Geschlecht derer von Laaber, Hadmar VII., starb, wurden die Rechte über Burg und Ort, die Herrschaft unter Herzöge und Amtsverwalter geteilt. Laaber kam dann in den Besitz des Herzogs von Bayern-Landshut, der hier ein Gericht und Pflegeamt errichten ließ. Als von 1503 bis 1505 aus dem Landanteil Georgs des Reichen von Bayern-Landshut ein eigenes Herzogtum Pfalz-Neuburg gebildet wurde, kam auch Laaber hinzu. In die 1530er Jahre fällt die Einführung des Luthertums durch Ottheinrich in Neuburg – also auch in Laaber. Bis 1618 waren die Pfarrer zu Laaber und Umgebung lutherisch. Laaber blieb auch in den folgenden Jahrhunderten ein Pflegeamt des Herzogtums Pfalz-Neuburg und teilte die Schicksale dieses Gebiets. 1778 wurde es zusammen mit den pfälzischen Landen nach Bayern zurückgeführt. Seine Marktrechte hat Laaber seit dem Jahre 1393 nach Erteilung eines Freibriefes. Im Jahr 1818 entstand die politische Gemeinde, zugehörig dem Landgericht Hemau bzw. von 1862 bis 1879 dem Bezirksamt Hemau.

### Die Herren von Prunn, Laber, Breitenegg und ihre Herrschaft von 1080 bis 1475
Der Stammbaum der Herren von Laaber ist von Hund und Aventinus erstellt worden. Franz Xaver Scheuerer hat die Arbeit im Herbst 1980 als Neubearbeitung vorgelegt. Es tauchen auch beide Schreibweisen auf, Herren von Laaber und Laber. Sie waren streng katholisch.

### Eingemeindungen
Alle Orte der heutigen Gemeinde gehörten vor der Gemeindegebietsreform seit 1880 zum Bezirksamt bzw. Landkreis Parsberg.
Am 1. Januar 1971 wurde die Gemeinde Endorf eingegliedert. Am 1. Juli 1971 kamen Bergstetten und Großetzenberg hinzu. Ein kleiner Teil der aufgelösten Gemeinde Haag mit weniger als zehn Einwohnern kam am 1. Mai 1978 hinzu. Der Landkreis Parsberg wurde 1972 aufgelöst, Laaber kam zum Landkreis Regensburg. Zum 1. Januar 2014 wurde ein Teil des aufgelösten gemeindefreien Gebietes Pielenhofer Wald rechts der Naab eingemeindet.

### Einwohnerentwicklung
Zwischen 1988 und 2018 wuchs der Markt von 4595 auf 5222 um 627 Einwohner bzw. um 13,7 %.

## Kultur und Sehenswürdigkeiten

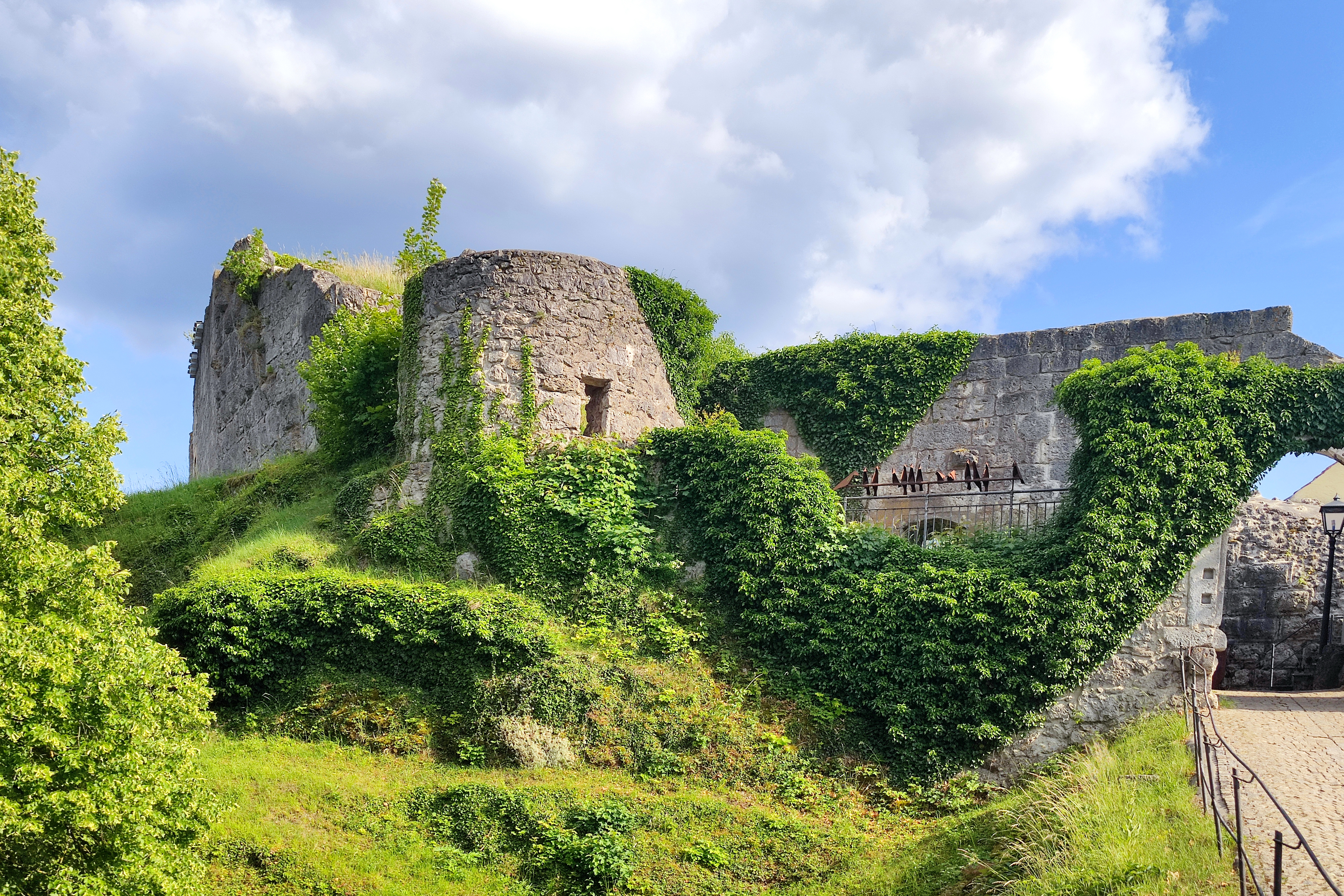
Burgruine Laaber

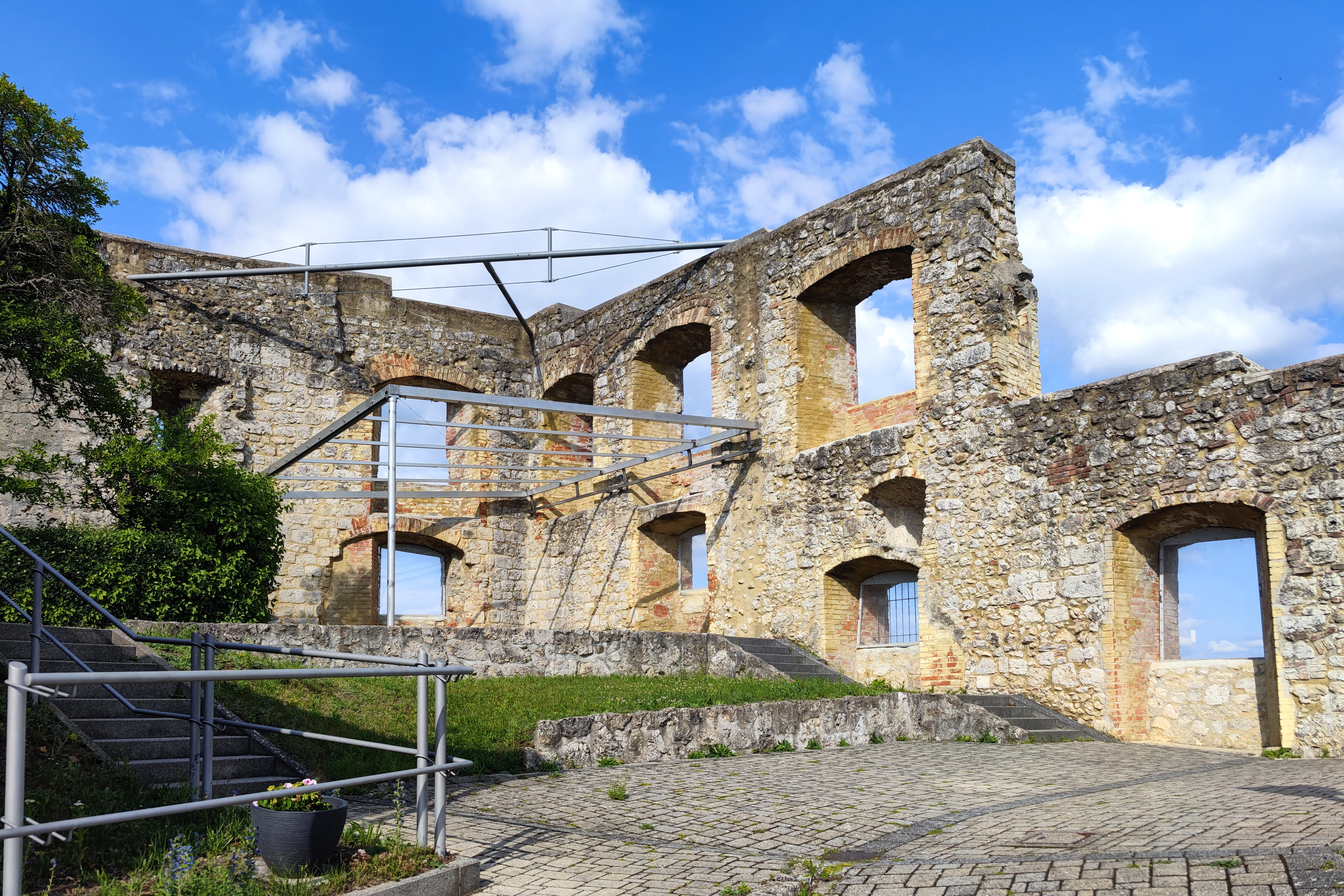
Burgruine Laaber

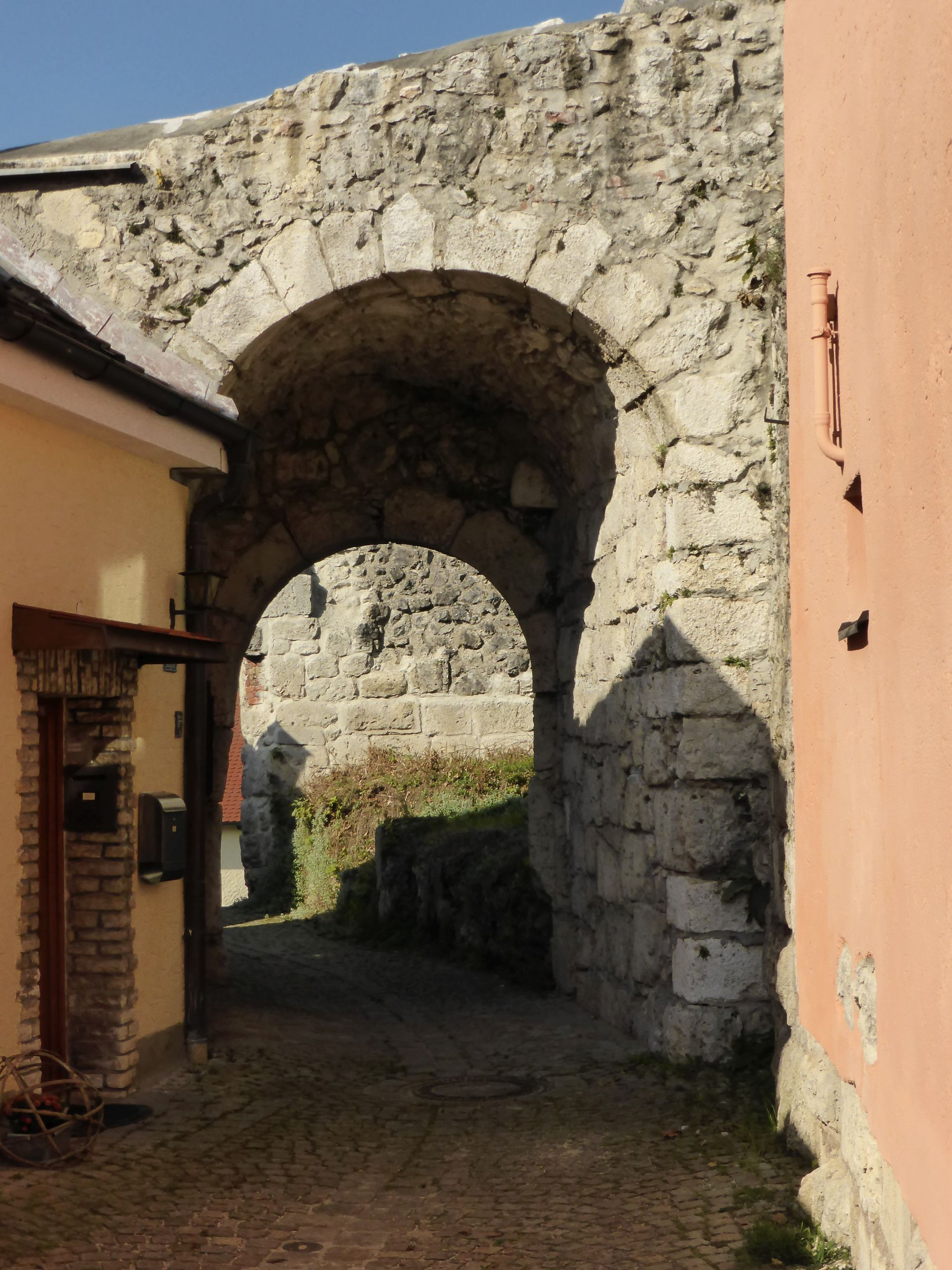
Burgruine Laaber Tor

### Baudenkmäler
- Kath. Pfarrkirche St. Jakobus
- Katholische Nebenkirche Mariä Heimsuchung in Anger
- Kath. Filialkirche St. Laurentius in Bergstetten
- Kath. Filialkirche Mariä Geburt in Endorf
- Kath. Filialkirche St. Johannes der Täufer in Großetzenberg
- Kath. Nebenkirche St. Joseph in Weißenkirchen
- Kirche Waldetzenberg
- Schloss Bergstetten

### Bodendenkmäler
- Burgstall Durchelenburg
- Burgstall Eselsburg
- Burgstall Martinsberg
- Burgruine Laaber

## Politik

### Marktgemeinderat
Der Gemeinderat hat 20 Mitglieder und setzt sich seit der Kommunalwahl vom 15. März 2020 wie folgt zusammen:
| Partei                                                       | Sitze |
| ------------------------------------------------------------ | ----- |
| CSU                                                          | 7     |
| Freie Wähler Laaber/Freie Wählergemeinschaft Laaber (FW/FWG) | 5     |
| SPD                                                          | 3     |
| Grüne                                                        | 2     |
| Christliche Wähler Laaber Umland (CWLU)                      | 2     |
| FDP                                                          | 1     |

Von den 4279 stimmberechtigten Einwohnern im Markt Laaber, haben 3040 von ihrem Wahlrecht Gebrauch gemacht, womit die Wahlbeteiligung bei 71,04 Prozent lag.

### Bürgermeister
Hans Schmid (CSU) wurde bei der Kommunalwahl vom 15. März 2020 mit 53,80 % der Stimmen als Erster Bürgermeister wiedergewählt.

### Wappen
| Wappen des Marktes Laaber | Blasonierung: „In Schwarz ein gekrönter und rot gezungter goldener Löwenkopf, über dem nebeneinander drei stehende Rauten schweben, die mittlere blau, die seitlichen silber.“ |
| Wappen des Marktes Laaber | Wappenbegründung: Der Markt Laaber liegt, überragt von der mächtigen Burg, eingebettet im Flusstal der Schwarzen Laber, die dem Ort und dem dort ansässigen Dynastengeschlecht der Herren von Laaber ihren Namen gab. Laaber war Mittelpunkt der gleichnamigen Reichsherrschaft. Schon Hadamar IV. von Laaber gewährte dem Ort 1393 Marktrechte in einem großen Freiheitsbrief. 1435 erwarb Herzog Heinrich von Bayern-Landshut die Herrschaft und verlieh dem Markt 1442 das Wappen. Wie das Wappen von Kallmünz enthält es in Minderung des landesherrlichen Wappens drei Rauten, dazu aber auch den geminderten pfalzbayerischen Löwen. Das Bild fand auch in Siegel und Banner des Marktes Verwendung und sollte an den Markttoren angebracht werden. Spätere Siegel betonten die Neigung der seitlichen Rauten stärker. Im 19. Jahrhundert wurde irrigerweise aus dem Löwen- ein Schafskopf gemacht. Später wurde das Wappen jedoch wieder richtiggestellt. Die aktuelle Detailgestaltung des Wappens hat sich gegenüber dem Wappenbild der 1960er Jahre verändert: Der gekrönte Löwenkopf wurde vergrößert zum zentralen Wappenbild und die drei Rauten als stark verkleinertes Dekor in die Spitzen der deutlich weniger ausgearbeiteten Krone einbezogen. Dieses Wappen wird seit 1442 geführt. |

## Wirtschaft- und Infrastruktur

### Verkehr
Laaber hat eine Anschlussstelle an der A 3 Nürnberg–Regensburg und einen Bahnhof an der Bahnstrecke Regensburg–Nürnberg.

### Bildung
- Grundschule Laaber
- Mittelschule Laaber

## Persönlichkeiten
- Hadamar von Laber (um 1300–um 1360), bedeutender mittelalterlicher Dichter
- Ludwig Auer (1839–1914), Volksschullehrer, Schriftsteller, Verleger und Unternehmer, wurde in Laaber geboren
- Henning Müller-Buscher (* 1944), deutscher Musikwissenschaftler und Verleger (Laaber-Verlag)
- Maria Scharfenberg (* 1952), bayerische Landespolitikerin (Bündnis 90/Die Grünen), lebt in Laaber
- Albert Schmid (* 1945), ehemaliger Bundespolitiker (SPD), wurde in Laaber geboren und lebt dort